# Triết học đương đại
Triết học đương đại là thời kỳ hiện tại trong lịch sử triết học phương Tây bắt đầu từ đầu thế kỷ 20 với sự chuyên nghiệp hóa ngày càng tăng của ngành học này và sự phát triển của triết học phân tích và triết học lục địa.
Cụm từ "triết học đương đại" là một phần của thuật ngữ kỹ thuật trong triết học đề cập đến một giai đoạn cụ thể trong lịch sử triết học phương Tây (cụ thể là triết học của thế kỷ 20 và 21). Tuy nhiên, cụm từ này thường bị nhầm lẫn với triết học hiện đại (đề cập đến một giai đoạn trước đó trong triết học phương Tây), triết học hậu hiện đại (đề cập đến những phê bình của các nhà triết học lục địa về triết học hiện đại), và với việc sử dụng phi kỹ thuật của cụm từ đề cập đến bất kỳ tác phẩm triết học gần đây.